# Slowthai
Slowthai (stylizowany zapis: slowthai), właśc. Tyron Kaymone Frampton (ur. 18 grudnia 1994 w Northampton) – brytyjski raper i autor tekstów.

## Życiorys
Swoją sławę zyskał w 2019 roku poprzez unikatowe, mocne brzmienia jego kompozycji, a także teksty skupiające się na polityce, w tym Brexit oraz piastowanie stanowiska byłej premier Zjednoczonego Królestwa Wielkiej Brytanii i Irlandii Północnej, Theresy May.
Jego debiutancki album, Nothing Great About Britain dotarł do pierwszej dziesiątki notowania UK Albums Chart, a także był nominowany do nagrody Mercury Prize. Na jej dwudziestej dziewiątej edycji miał miejsce kontrowersyjny występ rapera, którego najważniejszym punktem było kilkukrotne trzymanie sztucznej repliki głowy ówczesnego premiera Wielkiej Brytanii Borisa Johnsona. 30 stycznia 2020  ukazała się piosenka wirtualnego zespołu Gorillaz pod tytułem: „Momentary Bliss”, gdzie raper wystąpił gościnnie.

## Dyskografia
| Tytuł                       | Szczegóły |
| --------------------------- | --- |
| Nothing Great About Britain | - Data wydania: 17 maj, 2019 - Wytwórnia: Method - Format: CD, LP, media strumieniowe, digital download                      |
| Tyron                       | - Data wydania: 12 lutego, 2021 - Wytwórnia: Method, INTERSCOPE, AWGE - Format: CD, LP, media strumieniowe, digital download |
| UGLY                        | - Data wydania: 3 marca, 2023 - Wytwórnia: Method, INTERSCOPE, AWGE - Format: CD, LP, media strumieniowe, digital download   |

| Tytuł              | Szczegóły                                                                           |
| ------------------ | ----------------------------------------------------------------------------------- |
| slowitdownn ノノ   | - Data wydania: 7 marca, 2017 - Wytwórnia: Bone Soda - Format: digital download     |
| I Wish I Knew ノノ | - Data wydania: 3 listopada, 2017 - Wytwórnia: Bone Soda - Format: digital download |
| Runt               | - Data wydania: 14 września, 2018 - Wytwórnia: Bone Soda - Format: digital download |